# Ramón Rafael Casado Soler
Ramón Rafael Casado Soler (Santo Domingo, 28 de junio de 1917 - ibidem, 16 de marzo de 1997) fue un educador, compositor y filósofo dominicano, creador del himno de cumpleaños El Regalo Mejor (conocido como Celebro tu cumpleaños), considerado patrimonio cultural inmaterial de República Dominicana.

## Biografía
Nacido en Santo Domingo en 1917, Casado Soler se licenció en Filosofía y ejerció como educador durante décadas. Aunque no tuvo formación musical formal, su obra más famosa, El Regalo Mejor, lo inmortalizó en la cultura dominicana.

### Creación deEl Regalo Mejor
En 1958, durante el régimen de Rafael Trujillo, compuso la canción como alternativa al Happy Birthday. Según su sobrino José Somavilla, la melodía surgió de un sueño el 25 de octubre de 1958, combinándose con una letra preexistente. La versión popular —que afirmaba fue escrita en la prisión de La Victoria— es considerada un mito.
La pieza se estrenó al piano por Alfredo Georges en el Salón Mozart y se transmitió por televisión el 4 de diciembre de 1958.

## Legado
- Patrimonio cultural: Reconocido por el Ministerio de Cultura de República Dominicana como símbolo identitario.[3]
- Letra oficial:

Celebro tu cumpleaños
tan pronto vi asomar el sol...